# Mel Stuart
Mel Stuart (Nova York, Estats Units, 2 de setembre de 1928 − Beverly Hills, Califòrnia, 9 d'agost de 2012) va ser un director de cinema estatunidenc. Va treballar sobretot per la televisió (telefilms i sèries) i també al cinema.

## Biografia
Stuart va dirigir la fantasia musical de Un món de fantasia (1971). Ha dirigit altres pel·lícules, incloent Si avui és dimarts, això és Bèlgica (1969), Two is a Happy Number (1972) i Running on the Sun: The Badwater 135 (2000).
Stuart també va dirigir llargmetratges documentals, incloent Four Days in November i Wattstax.
A més ha dirigit o produït més de 180 pel·lícules, incloent-hi, The Triangel cartery Fire, Bill, The Chisholms, i Ruby and Oswald, la sèrie de televisió Ripley’s Believe it Not, i els documentals The making of the President 1960, 1964, i 1968, The Hobart Shakespeareans, Rise and Fall of the Third Reich, Man Ray — The Prophet of the Avant-Garde, George Plimpton and the Philharmonic i The Poet’s View. Ha estat guardonat amb quatre premis Emmy, una nominació al Premi Oscar, un Peabody i altres nombrosos premis. Fa ser president de l'Associació Internacional de Documentals per dos anys.
Està emparentat amb el productor de televisió David L. Wolper. Va morir de càncer a la seva casa de Beverly Hills el 9 d'agost de 2012

## Filmografia (com a director)
- 1969: Si avui és dimarts, això és Bèlgica
- 1970: I Love My Wife
- 1971: Un món de fantasia (Willy Wonka & the Chocolate Factory)
- 1973: Wattstax
- 1978: Ruby and Oswald
- 1978: The Triangle Factory Fire Scandal
- 1979: Mean Dog Blues
- 1981: The Chisholms

## Premis i nominacions

### Nominacions
- 1965: Oscar al millor documental per Four Days in November
- 1968: Primetime Emmy al millor programa musical o de varietats per The Bell Telephone Hour
- 1982: Primetime Emmy al millor especial dramàtic per Bill
- 1997: Primetime Emmy al millor especial informatiu per American Masters